# Софиевка (Хмельницкий район)
Софиевка (укр. Софіївка) — село на Украине, находится в Хмельницком районе Винницкой области.
Код КОАТУУ — 0524887203. Население по переписи 2001 года составляет 173 человека. Почтовый индекс — 22014. Телефонный код — 4338.
Занимает площадь 0,7 км².

## История
В 1946 году указом ПВС УССР село Зофиполь переименовано в Софиевку.

## Адрес местного совета
22014, Винницкая область, Хмельницкий р-н, с. Терешполь, ул. Ленина, 2